# Церква Святих Бориса і Гліба (Шепетівка)
Церква Святих Бориса і Гліба в Шепетівці — парафія і храм греко-католицької громади Хмельницького деканату Кам'янець-Подільської єпархії Української греко-католицької церкви в місті Шепетівка Хмельницької области.

## Історія церкви
Відновлення Української Греко-Католицької Церкви в місті розпочалося у 2007 році. Спочатку молитовні зібрання проходили в приватних будинках, а згодом, завдяки зусиллям о. Євгена Зарудного та підтримці міської влади, було виділено земельну ділянку під будівництво.
26 квітня 2008 року освятили невелику каплицю, де відслужили першу Літургію. У листопаді 2008 року освятили наріжний камінь під будівництво храму на честь святих Бориса і Гліба.
Головним фундатором будівництва став владика Василій Семенюк та вірні Тернопільсько-Зборівської єпархії. Будівельні роботи від фундаменту до купола виконали майстри з Шепетівки, а покрівлю та восьмигранний купол — бляхарі з Бучача. Семінаристи з Тернопільської вищої духовної семінарії утеплили стелю, поклали плитку та пофарбували стіни. Великий внесок у встановлення іконостасу, хорів та обрамлення ікон зробив Богдан Боднар.
11 жовтня 2009 року владика Василій Семенюк освятив храм.
При парафії діють дитяча недільна школа та спільнота «Матері в молитві».

## Парохи
- о. Василь Боднар (з жовтня 2007).